# Nick Greiner
Nicholas Frank Hugo Greiner (nascido em 27 de abril de 1947) é um político australiano que serviu como 37º primeiro-ministro do estado de Nova Gales do Sul de 1988 a 1992. Foi líder da Divisão Liberal de Nova Gales do Sul de 1983 a 1992 e líder da oposição de 1983 a 1988. Foi presidente federal do Partido Liberal da Austrália desde junho de 2017, com Fay Duda, Allan Pidgeon, Karina Okotel e Trish Worth como vice-presidentes.